# Шрамченко Леонтій
Шрамченко Леонтій (1877—1954) — український статистик і політичний діяч родом з Чернігівщини.

## Життєпис
Закінчив юридичний факультет Московського Університету (1907), працював статистиком при земстві в Чернігові (1907—1909) і Тифлісі (1910–1917). У 1918 — делегат Української Закавказької Крайової Ради до Українського Національного Союзу. Член уряду УНР 1919: товариш міністра народного господарства в уряді Бориса Мартоса і державний секретар в уряді Ісаака Мазепи.
З 1922 доцент Української Господарської Академії в Подєбрадах, професор і декан [1937) факультету права і суспільних наук Українського вільного університету (до 1945), декан економічного відділу Українського технічно-господарського інституту (1947), директор Українського Соціологічного Інституту (1935–1940).
З 1950 у Женеві, де й помер 1954 року.

## Доробок
Праці: «Основи теорії статистики» (1936), розвідки про українських статистиків Ф. Щербину (1929), О. Русова (ЗНТШ, 1938).